# Economyclasssyndroom
Het economyclasssyndroom is een populaire benaming voor een afsluiting in een bloedvat (trombose) ten gevolge van langdurige immobilisatie (niet bewegen of vrijwel niet bewegen) ten gevolge van vliegreizen met te weinig beenruimte (zoals in de economyclass: de toeristenklasse in een vliegtuig). 

## Oorzaak
Een embool is een klonter in de bloedbaan die zich verplaatst tot het blijft vastzitten in een kleiner wordend bloedvat en daar een ischemie veroorzaakt. Een dergelijke klonter is meestal een losgekomen stukje bloedklonter, afkomstig van een trombose. Een embool kan een longembolie veroorzaken.
In geval van langdurige immobilisatie, zal er makkelijker ter hoogte van kleine letsels in de bloedvatwand een afzetting van bloedcomponenten zijn die trombi vormen. Meestal vormen deze trombi zich ter hoogte van de beenaders en zal aanleiding geven tot longembolieën.
Dit kan het geval zijn bij bedlegerige patiënten, maar ook bij bijvoorbeeld langdurige vliegtuigreizen. Wanneer een persoon tijdens de vlucht weinig beweging neemt en in eenzelfde positie blijft zitten, verhoogt de kans op trombose en nadien embolie. Vooral mensen die in economyclass reizen, hebben weinig bewegingsruimte (vooral weinig beenruimte) in het vliegtuig. Vandaar de benaming economyclasssyndroom.